# Domenico Corvi
Domenico Corvi (Viterbo, 16 settembre 1721 – Roma, 22 luglio 1803) è stato un pittore italiano.

## Biografia
Giunto a Roma nel 1736, Corvi ebbe come maestro il pittore Francesco Mancini.
Dopo una serie di lavori in patria e a Palestrina, Corvi cominciò ad ottenere importanti commissioni a Roma, per Palazzo Borghese, Palazzo Doria Pamphili, San Marco e il Palazzo dei Conservatori.
Dalla seconda metà del Settecento numerose opere gli furono commissionate dal conte, e futuro cardinale, Bernardino Antonelli fra queste, le tele Sant'Emidio e La Trinità con la Maddalena e San Paolino (ubicate nel duomo di Senigallia) e San Giovanni Evangelista a Patmos destinata all'altare di famiglia nella chiesa di San Francesco a Pergola, città natale degli Antonelli.
Altre opere gli furono richieste dal cardinale forlivese Camillo Merlini Paolucci per la cappella della Chiesa di San Marcello al Corso, a Roma, ospitante il sepolcro dello zio, il cardinale Fabrizio Paolucci: si tratta delle due tele di ispirazione veterotestamentaria Il sacrificio di Isacco e Il ritrovamento di Mosè.
Una serie di dipinti a tema medievale, commissionatigli dal ramo dei Colonna di Sciarra, mostra già, accanto alle ovvie citazioni di Batoni e Mengs, elementi di sensibilità protoromantica, con atmosfere quasi da romanzo gotico (come nella Santa Margherita Colonna scaccia i demoni, del 1770).
Nel 1771 affrescò, con un Trionfo di Apollo, una sala di Villa Borghese, che dotò nel 1782 di un altro, celebratissimo affresco raffigurante l'Aurora. Nel 1773 dipinge la pala per la Chiesa dei Conti Antonelli,  presso il loro palazzo a Brugnetto di Senigallia, dove ritrae una pietà al maschile dove Dio è Padre e Madre. Agli anni tra il 1774 e il 1778 risale la commissione per un ciclo di grandi tele per l'abbazia di Soletta.
L'artista fu anche un accademico dell'Arcadia. Fu maestro di Giovanni Pichler e Francesco Alberi.